# إليسا سيرنا
إليسا سيرنا (بالإسبانية: Elisa Serna)‏‏ (7 مارس 1943 - 4 سبتمبر 2018) هي مغنية وكاتبة أغاني إسبانية. تُوفيت في 4 سبتمبر 2018 في كولادو فيلابا.